# Philippe Grancher
Pour les articles homonymes, voir Grancher.
Philippe Grancher, né en 1956, est un guitariste chanteur de blues français, également pianiste.
Il est considéré comme un des meilleurs guitaristes de blues français[réf. nécessaire].

## Discographie
- 1999 : The atomic Sound
- 2001 : Blues + Jazz = Rock and Roll
- 2003 : Attack of the Atomic guitar
- 2005 : From Sun to Stax